# Callionima acuta
Espèce
Callionima acuta est une espèce d'insectes lépidoptères (papillons) de la famille des Sphingidae, sous-famille des  Macroglossinae, de la tribu des Dilophonotini, sous-tribu des Dilophonotina et du genre Callionima.

## Description
L'envergure varie autour de 32 mm.
L'espèce est semblable à Callionima parce, mais est de couleur plus foncée. La couleur de fond de la face dorsal de l'aile antérieure est brun noirâtre. Le dessous des ailes postérieures a une ligne médiane et une ligne de points dans la moitié extérieure.

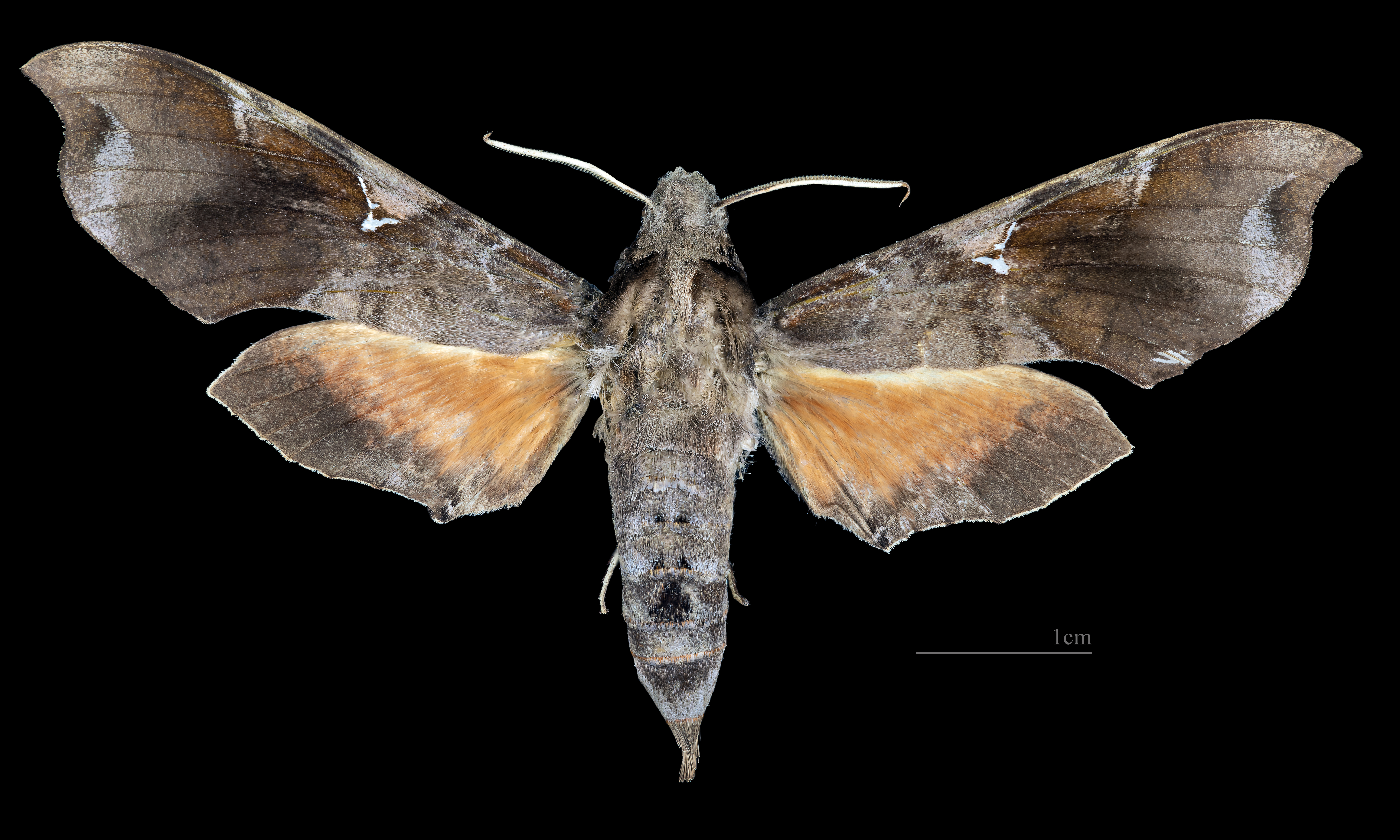
Avers de la femelle (coll.MHNT)
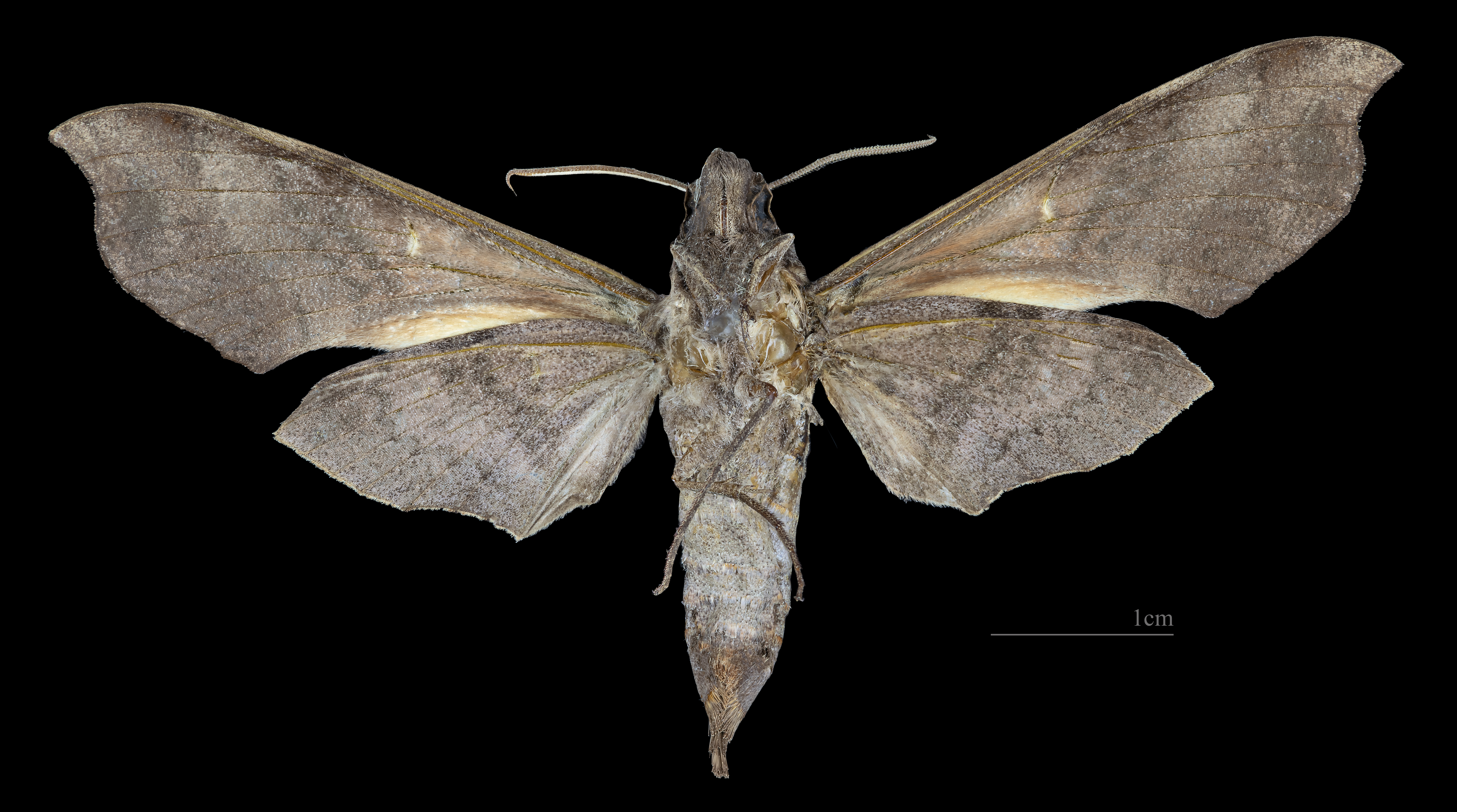
Revers de la femelle (coll.MHNT)

## Biologie
Les adultes volent toute l'année.
Le chenilles se nourrissent sur Tabernaemontana alba et d'autres espèces de la famille des Apocynaceae.

## Répartition et habitat
Répartition
Il est connu en Bolivie, Brésil et au Pérou.

## Systématique
- L'espèce Callionima acuta a été décrite par les entomologistes Lionel Walter Rothschild et Heinrich Ernst Karl Jordan, en 1910, sous le nom initiale de Hemeroplanes acuta[1].
- La localité type est Allianca au Brésil.

### Synonymie
- Hemeroplanes acuta Rothschild & Jordan, 1910 Protonyme